# Germán Pardo García
Germán Pardo García (Ibagué, 19 luglio 1902 – Città del Messico, 23 agosto 1991) è stato un poeta colombiano.

## Biografia
Germán Pardo García nacque in una famiglia benestante, figlio dell'avvocato Germán D. Pardo, Presidente della Corte Suprema di Giustizia della Colombia, e di Julia García Esponda.
Fin dalla nascita soffrì di mielopatia, una malattia che lo paralizzò completamente e per la quale i medici lo hanno sottoposto a trattamento sulla colonna vertebrale.
Intorno al 1902 la cura diede effetti positivi e riuscì a riprendere gradualmente il movimento, anche se qualche disturbo lo ebbe per tutta la vita. Il suo stato di salute influenzò certamente il contenuto delle sue opere, nelle quali approfondì tematiche quali la sovraeccitazione e l'angoscia.
Visse i suoi primi anni di vita in campagna e successivamente a Bogotà, dove effettuò i suoi studi umanistici, di filosofia e lettere.
Ma un altro avvenimento colpì la sua infanzia, e cioè la morte della madre durante il parto della sorella minore. Questo fatto lo separò da suo padre e venne assistito per molti anni dalla infermiera Lucía Acosta, che lo influenzò a causa del suo fanatismo religioso.
Si avvicinò alla scrittura poetica già in giovane età, anche se le collaborazioni con le riviste iniziarono intorno al 1927, la prima delle quali si chiamava El Gráfico.
Nel 1930 pubblicò la sua prima raccolta di poesie, intitolata Voluntad, apprezzata dalla critica letteraria e considerata come uno dei più significativi lavori del movimento de Los Nuevos, che ispirandosi al Modernismo, ne aggiornò il linguaggio esprimendo caratteristiche quali elementi classici e una elegante serietà.
Le tematiche principali dell'opera, che caratterizzeranno un po' tutta la prima fase creativa della sua carriera, risultarono la malinconia, la solitudine, l'ansia.
Tra le altre opere di questo primo periodo si possono menzionare: Los sonetos del convite (1937); Presencia (1938); Sacrificio (1943).
La sua seconda fase creativa incluse, trs gli altri, Las voces naturales (1945); Luceros sin orillas (1952); Hay piedras come lágrimas (1957), nelle quali il poeta mise da parte le problematiche personali e affrontò gli argomenti della disperazione universale e della affannosa quanto sterile ricerca dell'umanità di spiegare i misteri della vita e della morte. Anche lo stile subì delle trasformazioni diventando più energico, potente e incisivo.
In questa secondo periodo creativo Pardo ricevette l'influenza del suo caro amico messicano Pellicer, con il quale strinse una forte amicizia ventennale, durante la sua permanenza a Città del Messico.
Fondamentalmente il poeta fu preoccupato, nella sua seconda fase creativa, da tre grandi argomenti: l'ingiustizia sociale, la guerra e la morte.

## Opere
- Noche triste (1918);
- Voluntad (1930);
- Los júbilos ilesos (1933);
- Los cánticos (1935);
- Los sonetos del convite (1935);
- Poderíos (1937);
- Presencia (1938);
- Claro abismo (1940);
- Sacrificio (1943);
- Las voces naturales (1945);
- Los sueños corpóreos (1947);
- Poemas contemporáneos (1949);
- Lucero sin orillas (1952);
- U. Z. llama al espacio (1954);
- Eternidad del ruiseñor (1956);
- Hay piedras como lágrimas (1957);
- Centauro al sol (1959);
- La Cruz del Sur (1960);
- Osiris Preludial (1960);
- Los ángeles de vidrio (1962);
- El defensor (1964);
- Los relámpagos (1965);
- Labios nocturnos (1965);
- Mural de España (1966);
- Himnos del Hierofante (1969);
- Apolo Thermidor (1971);
- Escándalo (1972);
- Desnudez (1973);
- Iris Pagano (1973);
- Mi perro y las estrellas (1974);
- Génesis (1974);
- Himnos a la noche (1975);
- El héroe (1975);
- Apolo Pankrátor (1915-1975) (1977);
- Tempestad (1980);
- Las voces del abismo: poema sinfónico (1983);
- Últimas odas (1984).